# Warsaw Open 2005
Il Warsaw Open 2005 è stato un torneo di tennis che si è giocato sulla terra rossa. 
Il torneo faceva parte del circuito Tier II nell'ambito del WTA Tour 2005. 
Si è giocato a Varsavia in Polonia, dal 25 aprile al 1º maggio 2005.

## Partecipanti

### Teste di serie
| Giocatrice          | Nazionalità | Ranking* | Testa di serie |
| ------------------- | ----------- | -------- | -------------- |
| Amélie Mauresmo     | Francia     | 3        | 1              |
| Svetlana Kuznecova  | Russia      | 7        | 2              |
| Vera Zvonarëva      | Russia      | 10       | 3              |
| Patty Schnyder      | Svizzera    | 13       | 4              |
| Elena Bovina        | Russia      | 14       | 5              |
| Nathalie Dechy      | Francia     | 15       | 6              |
| Kim Clijsters       | Belgio      | 17       | 7              |
| Silvia Farina Elia  | Italia      | 19       | 8              |
| Francesca Schiavone | Italia      | 20       | 9              |

- Ranking al 18 aprile 2005.
- Amélie Mauresmo non ha partecipato, così Francesca Schiavone è diventata la testa di serie n°9.

### Altre partecipanti
Giocatrici che hanno ricevuto una wildcard:
- Marta Domachowska
- Karolina Kosińska

Giocatrici passate dalle qualificazioni:
- Anna Čakvetadze
- Marija Kirilenko
- Zuzana Ondrášková
- Julia Vakulenko

Giocatrici lucky loser:
- Denisa Chládková
- Michaela Paštiková
- Tetjana Perebyjnis

## Campionesse

### Singolare
Justine Henin-Hardenne ha battuto in finale  Svetlana Kuznecova con il punteggio di 3–6, 6–2, 7–5

### Doppio
Tetjana Perebyjnis /  Barbora Záhlavová-Strýcová hanno battuto in finale  Klaudia Jans-Ignacik /  Alicja Rosolska con il punteggio di 6–1, 6–4